# How Much Time Do We Have Left

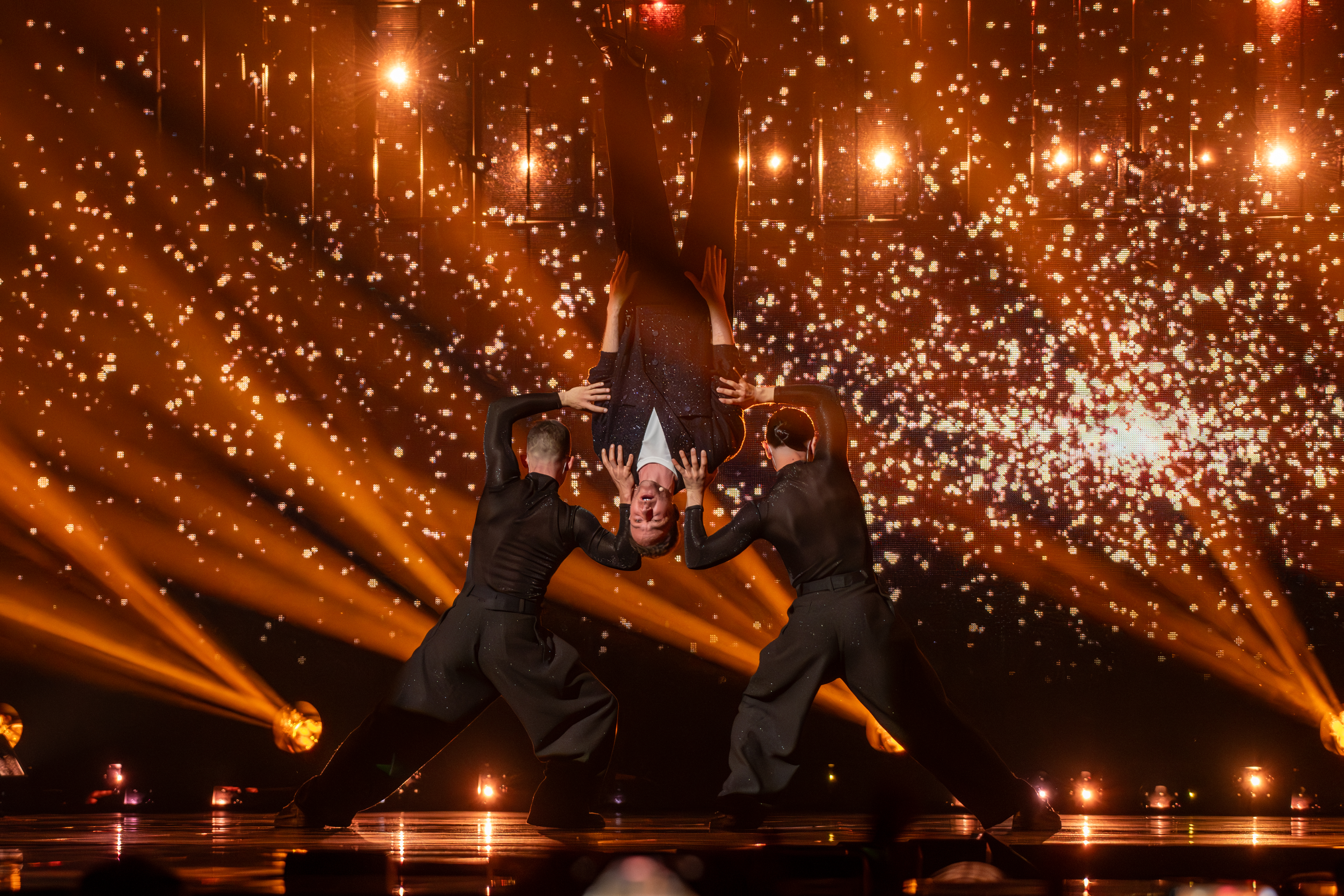
Låten framförd under den första semifinalen av Eurovision.

How Much Time Do We Have Left är en låt framförd av den slovenske sångaren Klemen Slakonja. Låten, som är skriven Slakonja, representerade Slovenien i Eurovision Song Contest 2025 i Basel i Schweiz, men gick inte vidare till final..